# Храм Рождества Пресвятой Богородицы в Старом Симонове
Храм Рождества́ Пресвято́й Богоро́дицы в Ста́ром Си́монове — православный храм в Даниловском районе Москвы, на левом берегу Москвы-реки в бывшей Симоновой слободе.

## История

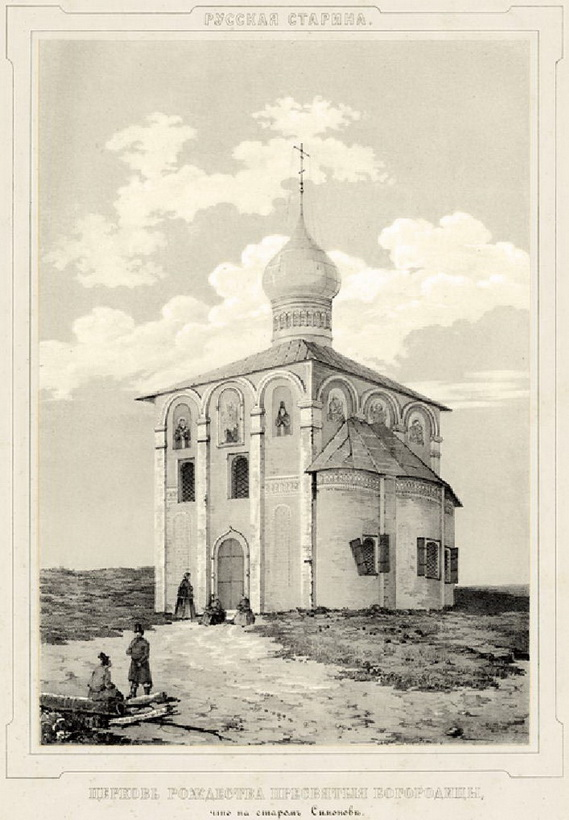
Церковь Рождества Пресвятой Богородицы в 1840-е годы

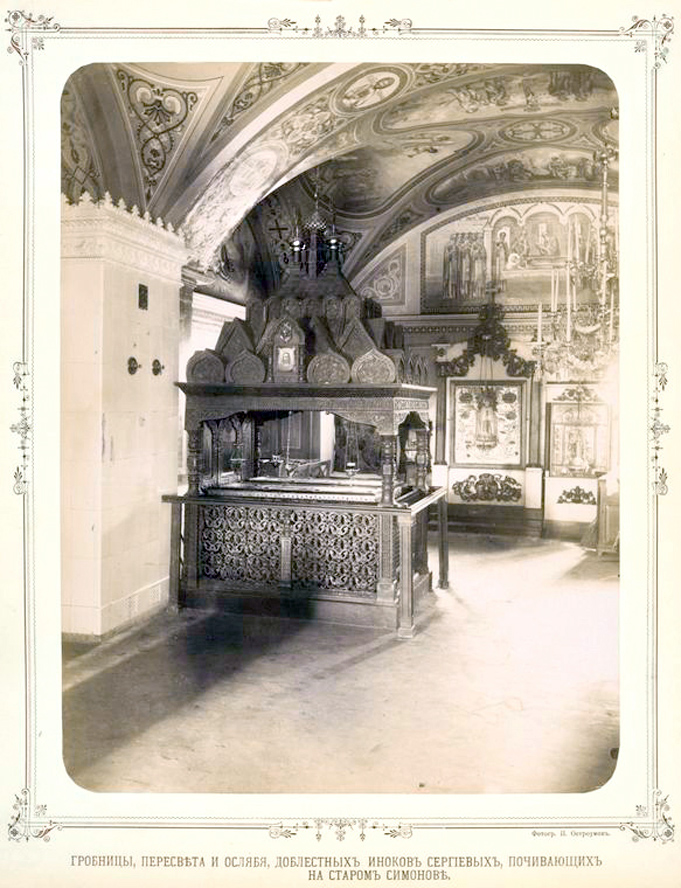
Чугунная гробница Александра Пересвета и Родиона Ослябя в Сергиевом приделе трапезной, 1893 год.

В 1370 году на месте нынешней церкви Феодором Симоновским (племянником Сергия Радонежского), прибывшим в Москву из Троицкой обители, был основан Симонов монастырь, в котором построена деревянная церковь во имя Рождества Пресвятой Богородицы. Местность, где была основана иноческая обитель, издревле называлась Симоново. Преподобный Феодор стал первым игуменом новоустроенной Богородицерождественской обители на Симонове. Но в связи с ограниченным местом для большой обители уже в 1379 году монастырь был перенесён на четверть версты севернее. Богородицерождественская обитель осталась на Старом Симонове под управлением игумена Феодора. Она стала служить для иноков Симонова монастыря как усыпальница для умерших и как скит для иноков, искавших уединенной подвижнической жизни.
В 1380 году на Куликовом поле великий князь московский Дмитрий Иоанович разгромил войска монгольского полководца Мамая в день праздника Рождества Пресв. Богородицы. После этого великий князь решил похоронить отличившихся в битве иноков-воинов Пересвета и Ослябя при церкви Рождества Пресв. Богородицы в Старом Симонове. В 1388 году по распоряжению великого князя Дмитрия Донского архимандрит Феодор был посвящён в епископы. В 1390 году на место настоятеля Симоновской обители Феодора был избран священноинок той же обители Кирилл. Через некоторое время Кирилл покинул настоятельство и жил при монастыре как простой инок; позже, оставив Симонов монастырь, перешел в Богородицерождественскую, на Старом Симонове, обитель.
В 1509 году вместо деревянной была построена каменная одноглавая церковь, которая была освящена в сентябре митрополитом московским Симоном. Алтарь церкви состоял из трёх арок; стены церкви сложены из больших полупудовых кирпичей. В настоящее время храм бесстолпный, но вероятно, что первоначально он был четырёхстолпным, так как верх четверика был перестроен, и от первоначального храма сохранилась лишь нижняя половина основного объёма до резного фриза. Существует версия, что храм был построен Алевизом Новым, но летописными данными она не подтверждена.

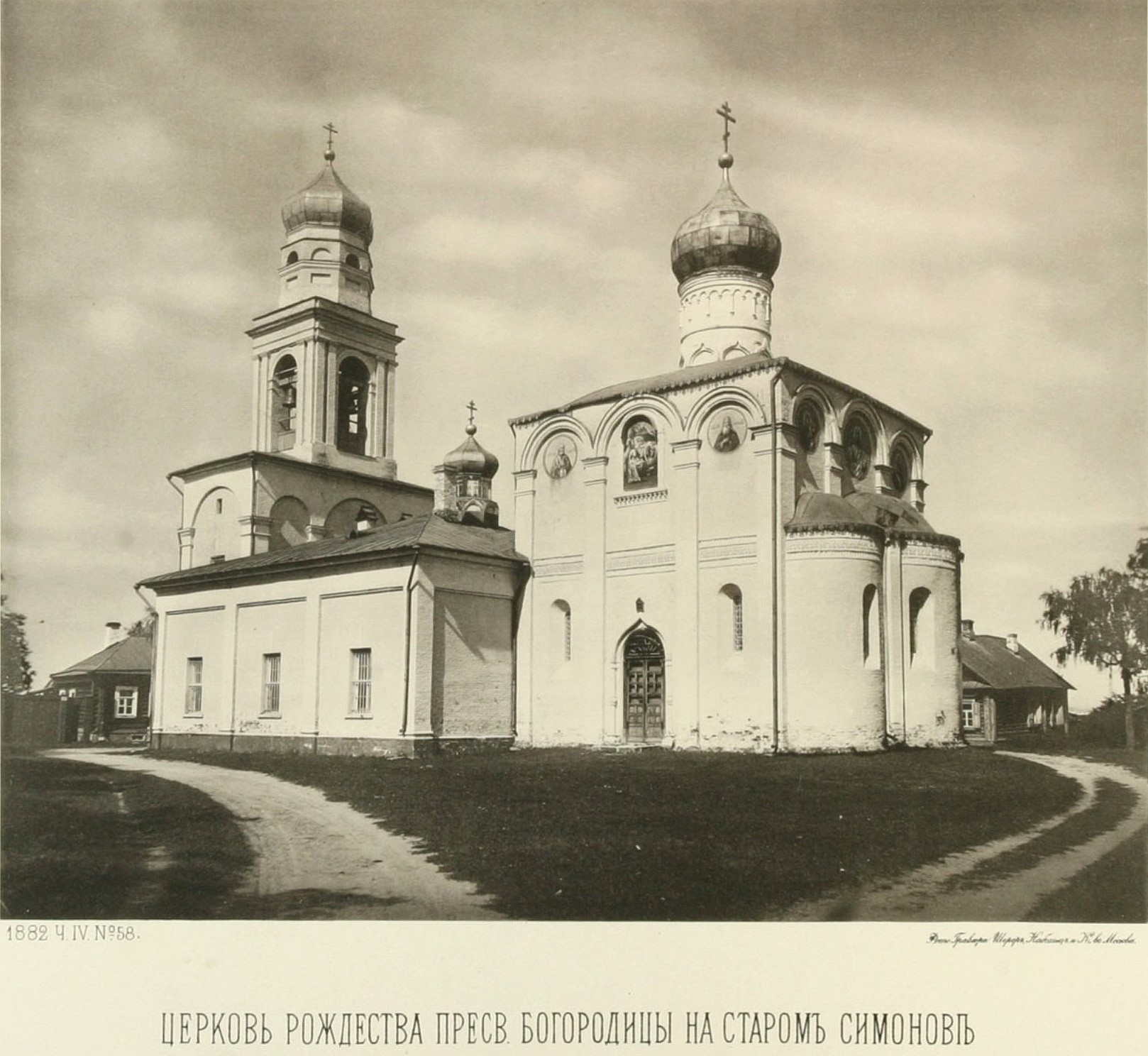
Церковь Рождества Пресвятой Богородицы в 1882 г.

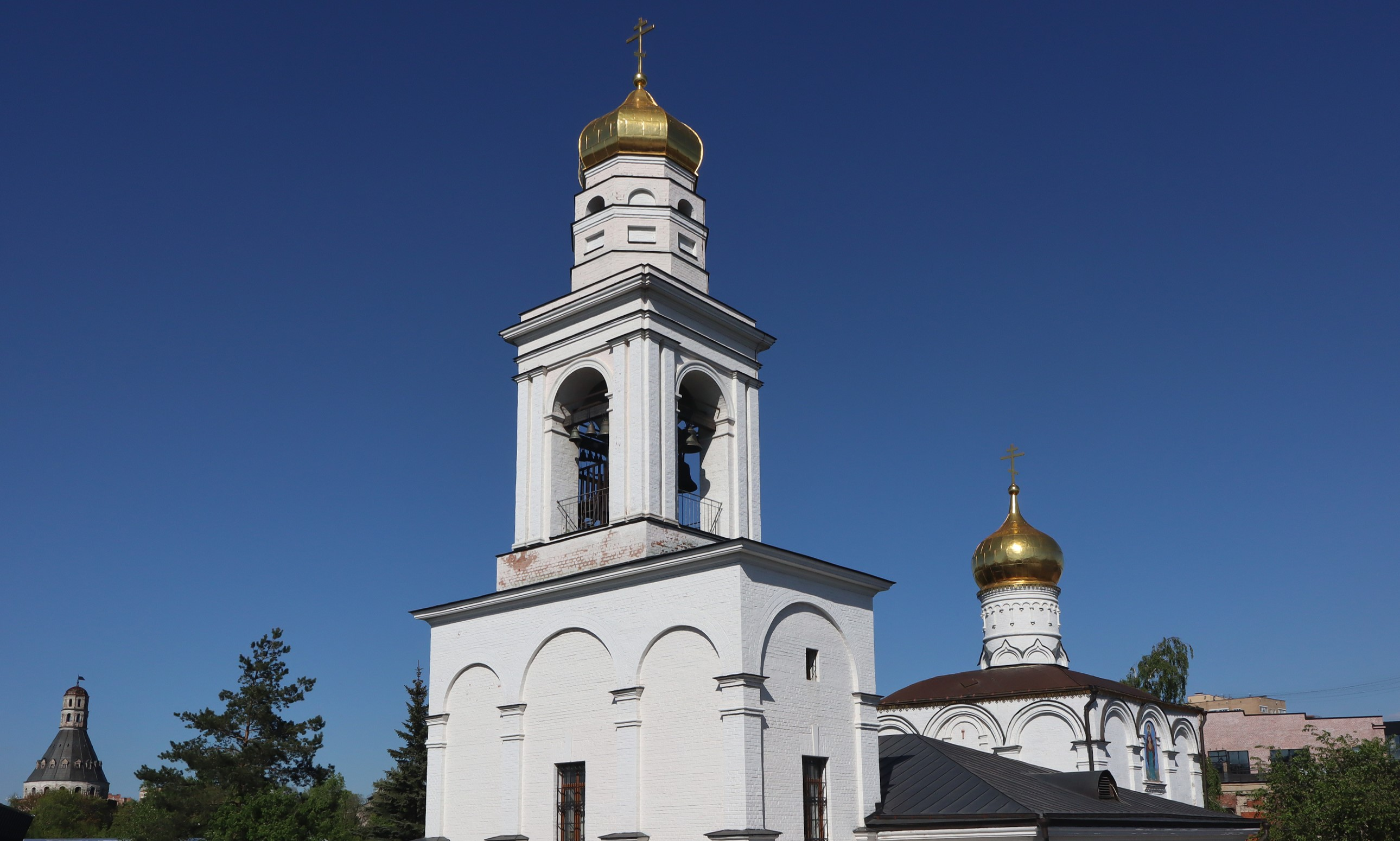
Церковь с юго-запада, вдали видна башня Дуло Симонова монастыря, 2023 год.

В начале XVII века Богородицерождественская, на Старом Симонове, церковь считалась уже приходскою, но в зависимости от Симонова монастыря.
По церковным документам за 1747 год приход церкви составляли: а) отставные военные, жившие в Симоновской слободе (военные чины, которые в то время с семействами были на содержании монастыря); б) штатные служители, крестьяне и бобыли Симоновские; в) женская богадельня на 10 человек, состоявшая тоже на содержании Симонова монастыря; г) также в приход показаны загородные дачи.
В XVIII веке около церкви были обнаружены захоронения героев Куликовской битвы Пересвета и Ослябя. В 1757 году священник церкви Петр Афанасьев и прихожане подали прошение в Московскую Консисторию о замене обветшавшей деревянной колокольни, построенной над каменной палаткой, где были погребены иноки Ослябя и Пересвет. Прошение было удовлетворено и было выдано двухгодичное разрешение на сборную книгу для пожертвований на стройку. В 1778 году по запросу местного священника были переданы в приход церкви ближайшие деревни Гравороново и Кожухово для увеличения дохода.
В 1785—1787 годах по запросу местного священника Кондрата Ефимова и прихожан вместо деревянных построены каменные трапезная и колокольня. Был также устроен и освящен новоустроенный придел во имя Святителя Николая. В 1788 году императорским распоряжением многие монастыри были перепрофилированы, в том числе Симонов монастырь, при котором была церковь Рождества. В 1794 году императрица Екатерина II пожаловала деньги на сооружение памятника инокам-героям, устроенного в трапезной церкви в виде двух каменных надгробий с памятной надписью, а в 1795 году повелела вернуть Симонов монастырь в прежнее положение и состояние. В 1844 году местный священник Иван Цветков и прихожане подали просьбу Московскому митрополиту Филарету с просьбой о расширении трапезной и замене каменной колокольни; в 1846 году план был согласован и в ноябре утверждён императором. В 1849—1855 годах по проекту архитектора Наркиза Зборжевского трапезная и колокольня были перестроены; в трапезной устроены два придела: Святого Николая и Святого Сергия.

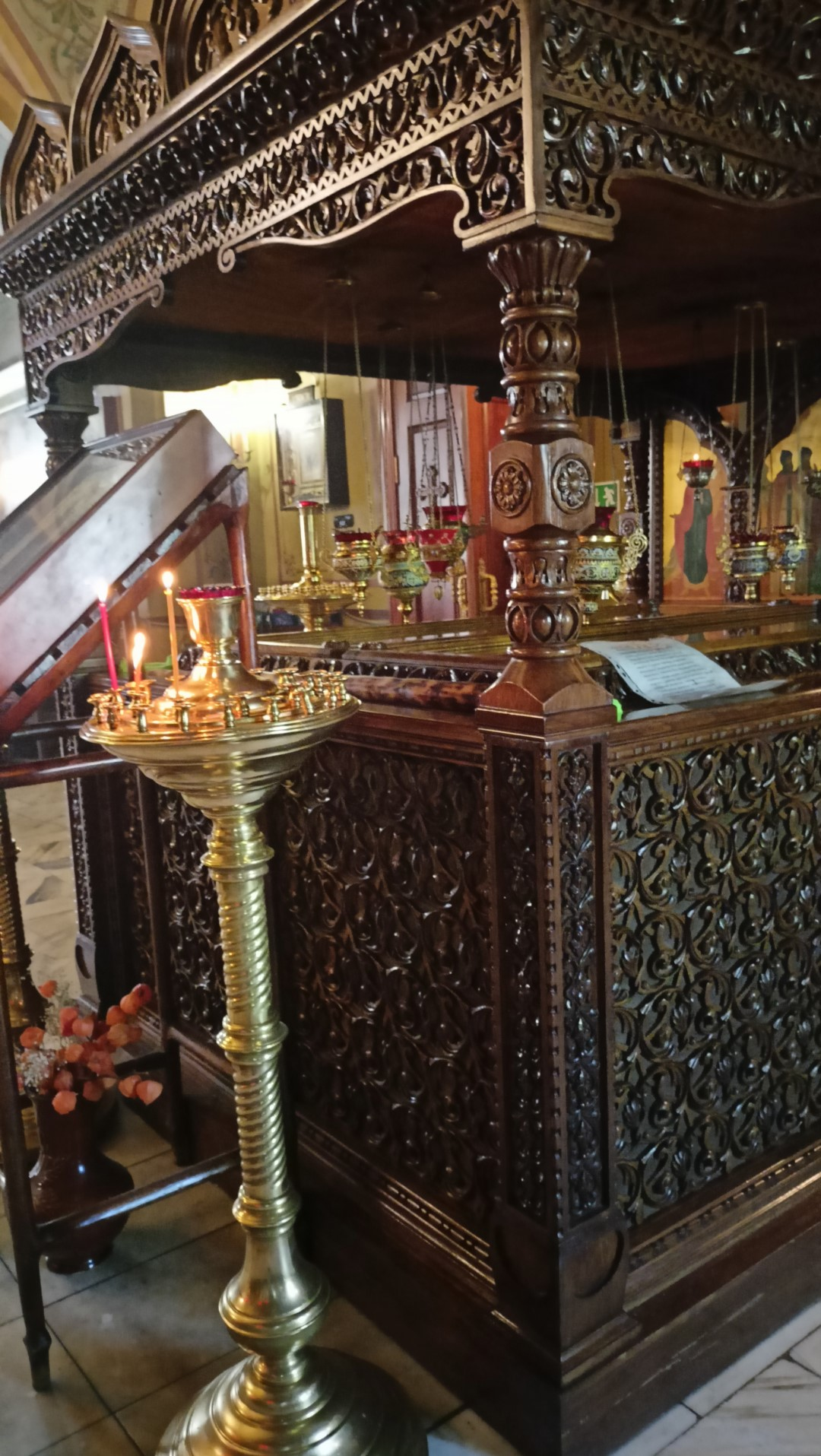
Кенотаф в честь Пересвета и Осляби начала XX века (сделан при поддержке банка «Пересвет»)

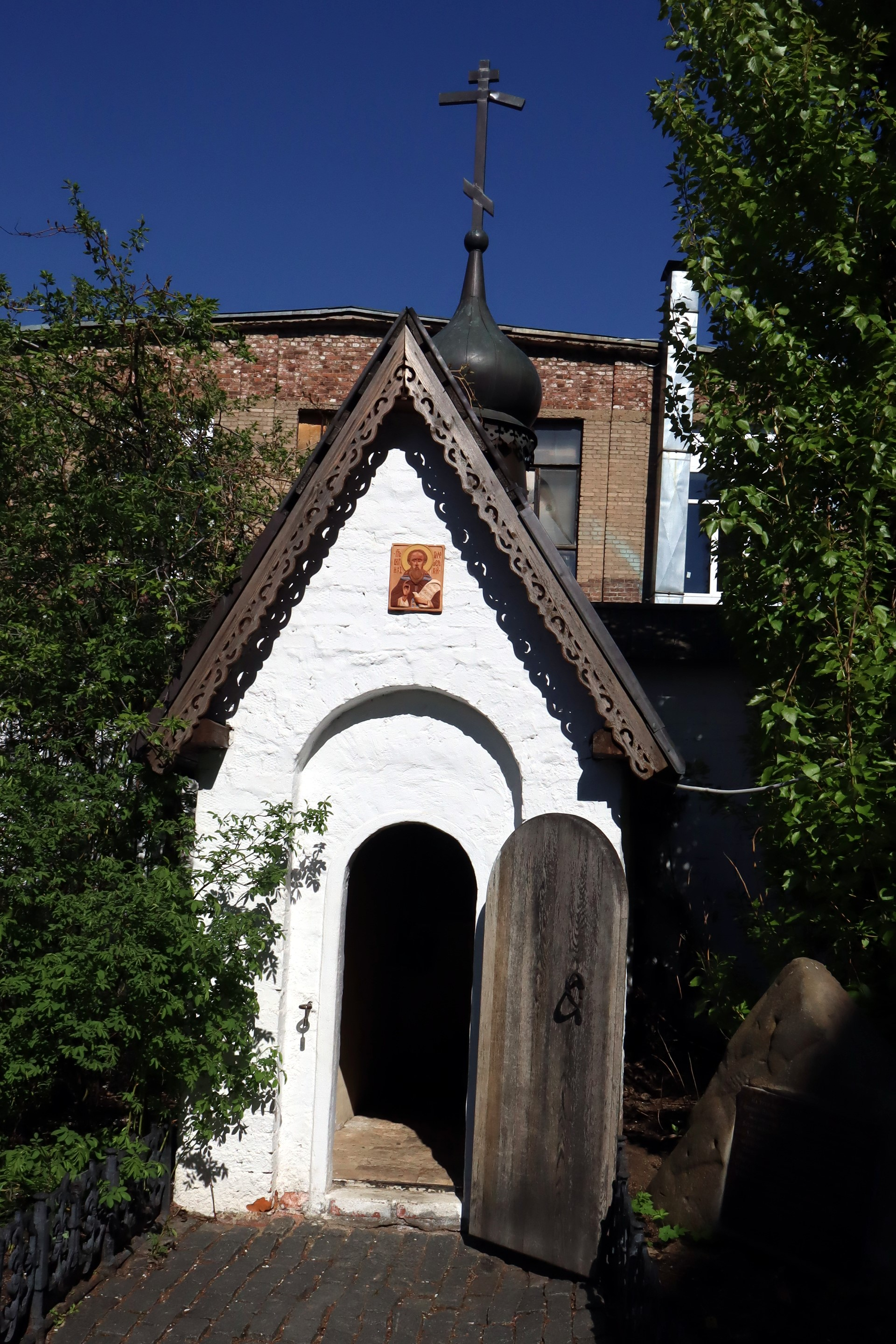
Часовня у церкви. Поставлена на месте чудесного явления Пресвятой Богородицы преподобному Кириллу Белозерскому в 1397 году.

В 1870 году к предстоящему торжеству в память пятисотлетия существования церкви во имя Рождества Пресв. Богородицы священник и староста церковный запросили разрешение начальства привести наружный вид храма в прежний вид (а именно: на восточной, северной и южной стенах храма вновь пробитые окна заделаны и разделаны обратно те окна, которые существовали при первоначальной постройки церкви, следы от которых сохранились; также были возобновлены древние украшения у окон. Заодно (на деньги купцов И. В. Цурикова и М.E. Попова) в Сергиевском приделе в том же 1870 было установлено чугунное надгробие с сенью Александра Пересвета и Андрея (Родиона) Ослябя.
После установления советской власти церковь в 1928 году была закрыта. В 1932 году снесена колокольня, чугунное надгробие героев Куликовской битвы пошло на металлолом. Впоследствии, при расширении завода «Динамо», церковь оказалась на территории предприятия. Доступ к храму был закрыт. Здание церкви стали использовать в качестве производственного помещения (прямо на могилах героев Куликовской битвы была размещена компрессорная завода), в результате чего оно оказалось на грани разрушения. В 1966 году об изуродованном храме-памятнике писал Павел Корин, а в 1979 году — Дмитрий Лихачёв. Однако завод только в 1987 году освободил церковь и передал её Историческому музею.
В 1989 году церковь была передана верующим. Храм был повторно освящён 16 сентября 1989 года. В 2006 году восстановлена колокольня, на которой помещён колокол «Пересвет» (2200 кг), принятый в дар от губернатора Брянской области, родины героев-иноков Пересвета и Ослябя. Сейчас на старом месте предполагаемого захоронения Пересвета и Ослябя в трапезной при храме установлено деревянное надгробие (кенотаф), похожее внешне на первоначальное чугунное 1870 года.
До 2015 года в церковь можно было попасть через проход, проведённый по территории завода. После открытия на территории завода бизнес-квартала «Симоновский» и сноса части производственных корпусов появилось ещё несколько проходов к храму.
При храме действуют благотворительный историко-культурный фонд святых Пересвета и Ослябя, воскресная школа.

## Святыни
До закрытия в храме, в частности, находились:
- икона Рождества Богоматери «Не рыдай Мене, Мати»;
- икона святителя Николая;
- серебряное кадило конца XVII века.

После открытия храма в нём хранятся:
- чтимая Тихвинская икона Божией Матери;
- резная Влахернская икона Божией Матери (ныне возвращена в Высоко-Петровский монастырь);
- мощи преподобных Пересвета и Ослябя под спудом. На территории храма находится мраморный памятник этим святым работы скульптора В. М. Клыкова, ранее находившийся в трапезной;
- икона Великомученика Пантелеимона с частицей мощей.

## Духовенство
- Настоятель храма — протоиерей Владимир Силовьев
- Протоиерей Владимир Строилов
- Иерей Сергий Захаров
- Иерей Алексий Буров
- Иерей Алексий Кузьмичёв
- Диакон Вячеслав Грачев
- Диакон Николай Лавренов[5].